# Bernard Altum
Johann Bernard Theodor Altum est un zoologiste et un forestier prussien, né le 31 décembre 1824 à Münster et mort le 1er février 1900 à Eberswalde (province de Brandebourg). Il est un important ornithologue et est le premier à présenter une théorie sur la notion de territoire pour les oiseaux, à laquelle il associe leurs chants.

## Biographie
Bernard Altum poursuit ses études secondaires au lycée Saint-Paul de Münster, puis il étudie d’abord la théologie, toujours dans sa ville natale de Münster, et ensuite la philologie, qu’il continue à Berlin à partir de 1853. Mais sa préférence va aux sciences naturelles, notamment à la zoologie. Il suit les cours d’anatomie et de physiologie de Johannes Peter Müller, travaille sous la direction de Martin Lichtenstein au musée zoologique de Berlin (l'actuel musée d'histoire naturelle de Berlin) et obtient son doctorat en sciences naturelles en 1855 à l’université de Berlin. En 1856, il retourne à Münster et prend un poste d’enseignant à la Realschule. En 1859, il est habilité à enseigner la zoologie à l’académie. Durant cette période, Altum essaye de donner plus d’importance à la zoologie en tant que matière d’enseignement à l’école, notamment dans son ouvrage de 1863, Winke zur Hebung des zoologischen Unterrichts.

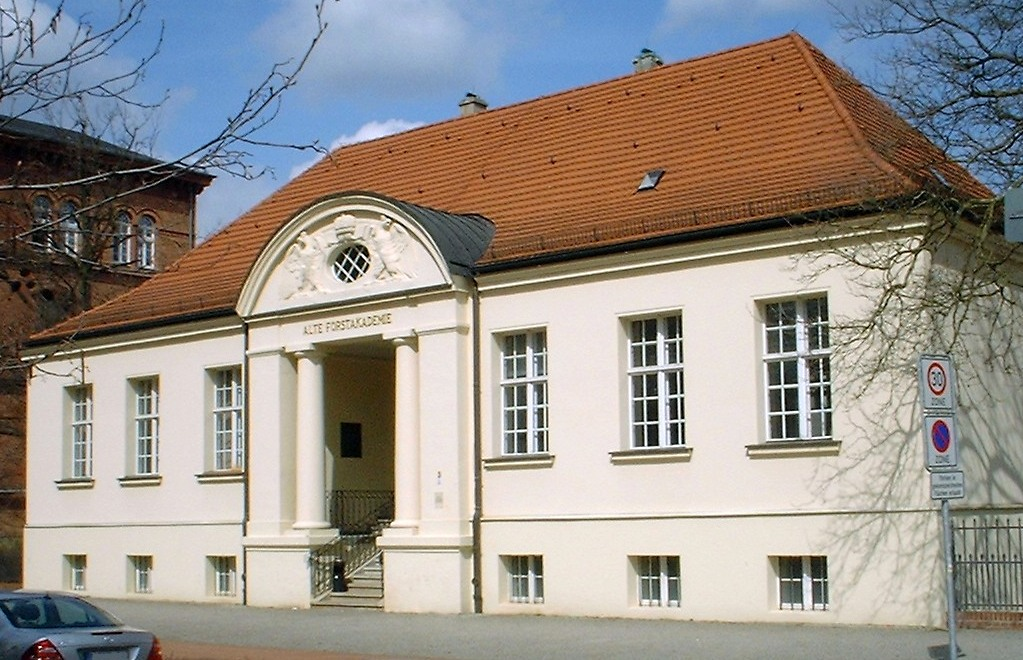
Bernard Altum enseigne à partir de 1869 à la Forstakademie de Eberswalde

En 1869, il prend la succession de Julius Theodor Christian Ratzeburg en tant que professeur de sciences naturelles à l’école forestière d’Eberswalde (à 50 km au nord-est de Berlin). Là-bas, il étudie principalement la question de la protection des forêts (de) contre les animaux et publie entre autres l’ouvrage en trois tomes Forstzoologie entre 1872 et 1875, qui restera une référence pendant longtemps. De plus, Altum est un des pionniers de l’ornithologie, il reconnaît l’importance du pic dans la vie de la forêt et publie Der Vogel und sein Leben, œuvre célèbre qui sera encore régulièrement re-publiée dans les années 1920-1930. Ce livre marque son époque, Altum est le premier à présenter une théorie sur les territoires des oiseaux et de leurs comportements associés, et à y lier le chant des oiseaux. En cela, il est en opposition avec l’anthropomorphisme, opinion dominante à l’époque, soutenue par exemple par Alfred Brehm dans ses œuvres. Les théories d’Altum lui ont amené de prime abord beaucoup de critiques, mais elles sont aujourd’hui communément acceptées. Durant la dernière décennie de sa vie, Altum est nommé président de la Allgemeine Deutsche Ornithologen-Gesellschaft (Société générale allemande d’ornithologie).

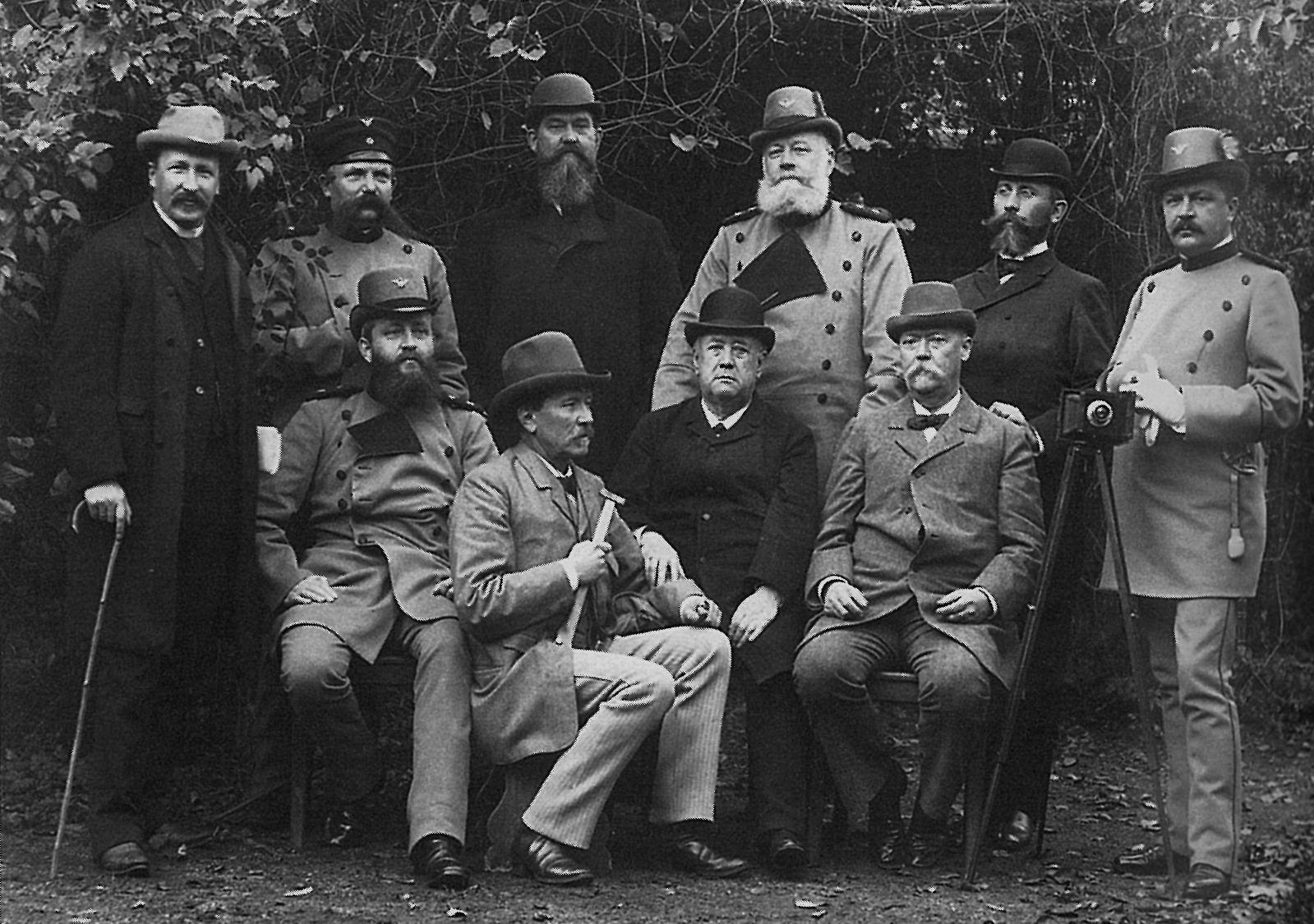
Bernard Altum (assis, 2e depuis la droite) en tant que membre de la commission d’examen, le 28 octobre 1893.

Il est aussi reconnu pour son travail sur la formation des bois chez le cerf élaphe, le chevreuil, l’élan et le daim. À côté de ces livres, il publie de nombreux traités dans différentes publications spécialisées.
Il est un défenseur de la théorie de l'évolution téléologique dirigée contre Charles Darwin et obtient en 1891 le titre du Geheimrat. De 1888 à 1896, Altum fait partie de la commission qui, au nom du ministère de l’Agriculture, des domaines et des forêts, conduit l’examen des assesseurs des services des forêts.
Johann Bernard Theodor Altum meurt le 1er février 1900 à Eberswalde.

## Publications (extraits)
- Winke zur Hebung des zoologischen Unterrichts, Münster 1863
- Die Säugetiere des Münsterlands, Münster 1867
- Der Vogel und sein Leben, Münster 1868
- avec Hermann Landois : Lehrbuch der Zoologie, Freiburg 1870
- Forstzoologie, 3 Bände, Berlin 1872–1875
- Die Geweihbildung bei Rothirsch, Rehbock, Damhirsch, Berlin 1874
- Die Geweihbildung des Elchhirsches, Berlin 1874
- Unsere Spechte und ihre forstliche Bedeutung, Berlin 1878
- Unsere Mäuse in ihrer forstlichen Bedeutung etc., Berlin 1880
- Waldbeschädigungen durch Thiere und Gegenmittel, Berlin 1889